# Duarte Nuno van Bragança
Duarte Nuno van Bragança (Seebenstein, 23 september 1907 - Lissabon, 24 december 1976) was van 1920 tot aan zijn dood hertog van Bragança en van 1932 tot aan zijn dood hoofd van het huis Bragança, het koninklijk huis van Portugal.

## Levensloop

### Jeugd en opvolging als troonpretendent
Duarte Nuno was de zoon van hertog Michaël van Bragança uit diens tweede huwelijk met Maria Theresa van Löwenstein-Wertheim-Rosenberg. Zijn vader was als zoon van koning Michaël van Portugal de Miguelistische troonpretendent van Portugal die zich verzette tegen de regerende linie Bragança-Saksen-Coburg en Gotha, die afstamde van koningin Maria II van Portugal. Duarte Nuno's familie werd wegens rebellie onterfd en verbannen door koningin Maria II. Zijn ouders leefden in Oostenrijk en Duarte Nuno werd hier dan ook geboren.
In 1919 overleed zijn halfbroer Frans Jozef van Bragança en op 21 juli 1920 gaf zijn andere halfbroer Michael Maximiliaan zijn aanspraken op de Portugese troon op. Tien dagen later, op 31 juli, stond ook zijn vader zijn claim op de Portugese troon af, ten voordele van Duarte Nuno, die vanaf dan ook hertog van Bragança was. Na de "abdicatie" van zijn vader werd hij door de Miguelisten Koning Duarte II van Portugal genoemd, hoewel Portugal na de afzetting van koning Emanuel II in 1910 een republiek was geworden. Omdat hij nog minderjarig was toen hij troonpretendent werd, nam zijn tante Adelgunde van Bragança het "regentschap" waar. Ook tekende Adelgunde een akkoord met de kinderloze Emanuel II, waarin de vroegere koning Duarte Nuno erkende als zijn opvolger. Dit betekende in feite de verzoening tussen de Miguelistische Braganças en de linie Bragança-Saksen-Coburg en Gotha. Na de dood van Emanuel in 1932 werd hij door de meeste Portugese monarchisten erkend als pretendent van de Portugese troon.

### Opleiding en huwelijk
De eerste leraars van Duarte Nuno waren twee Portugese dames, Maria Luisa Castelo en Maria das Dores de Sousa Prego, en daarna werd hij onderwezen door Frei Estavao, een monnik uit de Benedictijnse klooster van Cucujães. Vervolgens liep hij school aan de Abdij van Ettal in Beieren en aan de Abdij van Clairvaux in Frankrijk en vervolledigde zijn middelbare studies in Regensburg. Tot slot behaalde hij een diploma in landbouwwetenschappen aan de Universiteit van Toulouse. In 1929 bracht hij ook een stiekem bezoek aan Portugal, hoewel de verbanningswet hem dit verbood.
Op 17 oktober 1942 huwde hij in de kathedraal van Petrópolis, Brazilië, met prinses Maria Francisca van Orléans-Bragança (1914-1968), dochter van Pedro de Alcântara van Orléans-Bragança, prins van Grão-Pará. Het huwelijk was vooral belangrijk omdat Maria Francisca een afstammeling was van keizer Peter II van Brazilië, een broer van koningin Maria II van Portugal en het dus de twee rivaliserende linies van de Portugese koninklijke familie verenigde. Maria Francisca en haar familie werden ook gezien als vertegenwoordigers van de liberale monarchie, in tegenstelling tot het traditionele conservatisme van de familie van Duarte Nuno. Het echtpaar kreeg drie zonen: Duarte Pio (1945), hertog van Bragança; Miguel (1946), hertog van Viseu, en Henrique (1949-2017), hertog van Coimbra.

### Terugkeer naar Portugal
Op 27 mei 1950 schafte de Nationale Assemblee de verbanningswetten van 1834 en 1910 af, zodat de koninklijke familie kon terugkeren naar Portugal. Duarte Nuno keerde pas in 1952 terug naar het land, aangezien hij betrokken was geraakt bij een auto-ongeluk in het Franse Thionville en hierbij zware verwondingen had opgelopen. In Portugal kreeg hij van de Fundação Casa de Bragança  een eigen residentie toegewezen. In 1951, na de dood van president António Óscar Carmona, overwoog de Portugese eerste minister en dictator António de Oliveira Salazar de monarchie te herstellen, maar uiteindelijk werd de republiek behouden.
In 1974 droeg Duarte Nuno zijn residentie, het Palácio de São Marcos, over aan de Universiteit van Coimbra. Vervolgens leefde hij tot aan zijn dood in 1976 in het zuiden van Portugal, samen met zijn ongehuwde zus Filippa. Tegen het einde van zijn leven werd hij geïnterviewd door de Amerikaanse auteur Walter J.P. Curley, die in zijn boek Monarchs in Waiting stelde dat Duarte Nuno sinds de dood van zijn echtgenote aan een "nerveuze depressie" leed. Nadat hij op 24 december 1976 was overleden, werd hij bijgezet in het Augustijnenklooster in Vila Viçosa, de traditionele begraafplaats van het huis Bragança.